# Pollena Trocchia
Pollena Trocchia è un comune italiano sparso di 12 625 abitanti della città metropolitana di Napoli in Campania.
Rientra nel Parco nazionale del Vesuvio e nell'area metropolitana di Napoli.

## Storia
Entrambi i borghi vantano origini etrusche, sannitiche e osche; questi popoli, attirati dal clima mite e dalla fertilità del luogo, si stabilirono alle pendici del monte Vesuvio (che anticamente era un vulcano monocipite, cioè ad una sola sommità), e qui dimorarono fino all'acquisizione del Campo Romano da parte dei Romani, che fecero di tutta la zona tra le città di Napoli e Nola una zona di villeggiatura.
Pollena deve il suo nome al culto del dio Apollo, cui era dedicato un tempio piuttosto importante nell'epoca preromana e romana; ne è indiretta testimonianza il fatto che nel periodo di cristianizzazione la prima chiesa di Apolline fu intitolata a Sant'Apollinario, stabilendo così una sorta di continuità col culto pagano, quantomeno nel nome. Vi è tuttavia una fonte tratta dal dizionario di toponomastica che farebbe derivare il nome del paese dall'aggettivo latino paululum che significa "piccolo" (o anche "di poche unità" riferito al numero di abitazioni).
L'origine del nome di Trocchia deriva invece dal latino trochlea, che significa "carrucola", "torchio". Ciò perché il villaggio di Trocla era rinomato per i prodotti della propria terra e in particolar modo per le uve, (la Làcrima del Vesuvio) quindi la trochlea non sarebbe altro che l'attrezzo usato per produrre il vino. Secondo altri studiosi, invece, Trocchia deriverebbe dall'antico nome latino Introchia, per cui sarebbe rimasto nel dialetto l'espressione "figlio 'e 'Ntrocchia" per indicare persona scaltra ed intraprendente.
I due villaggi continuarono ad ospitare i nobili delle contrade vicine, fino alla catastrofica eruzione del Vesuvio del 1631; fiumi di fango bollente (lahar) provenienti dal monte seppellirono completamente Trocchia e causarono gravissimi danni a Pollena. Da allora Trocchia è sempre stata un centro di minore importanza rispetto a Pollena, finché nel 4 maggio 1811, con la riforma urbanistico-amministrativa di Gioacchino Murat, i due casali confluirono in un comune unico riportante entrambe le denominazioni.

### Simboli
Lo stemma comunale e il gonfalone sono stati concessi con regio decreto del 6 ottobre 1927.
Il gonfalone è un drappo di azzurro.

## Monumenti e luoghi d'interesse

### Architetture religiose
Il detto proverbiale napoletano:
tre paise 'inde a 'na sola parrocchie»
non corrisponde a verità; anzi, le comunità religiose di Pollena e Trocchia si mantengono fermamente divise. La chiesa parrocchiale della Santissima Annunziata a Trocchia, costruita nella sua forma attuale nella seconda metà dell'Ottocento e restaurata completamente nel 2002, e la chiesa parrocchiale di san Giacomo apostolo a Pollena, terminata intorno al 1790, sono notevoli esempi di architettura ottocentesca.
Una versione attendibile, in merito al proverbio suddetto, è riportata nel libro intitolato San Sebastiano al Vesuvio: un itinerario storico artistico e un ricordo di Gaetano Filangieri. L'autore, Bernardo Cozzolino, a pagina 54 riporta che danneggiate dall'eruzione del Vesuvio del 1631 le parrocchie di Trocchia, Pollena e Massa di Somma fu incaricata, dalla diocesi di Napoli, di assistere e curare spiritualmente i fedeli delle tre comunità citate la chiesa parrocchiale del casale di Santo Sebastiano che, in quella devastante eruzione, non subì danni.

### Architetture civili
Nel paese, in passato luogo di villeggiatura per le famiglie facoltose, sono presenti, soprattutto nel borgo antico di Trocchia, numerosi palazzi e ville nobiliari. Tra essi, si ricordano per il loro stato di conservazione e per la loro importanza, Palazzo Pistolese (già palazzo Capece Minutolo), Villa dei Marchesi Cappelli (che conserva un salone affrescato da Francesco De Mura), Villa Caracciolo-Ruoppolo, Villa Gala-Trinchera e, in particolare, Palazzo Cappabianca. Quest'ultimo era di proprietà di Donna Olimpia Cappabianca in Gala, la quale, non avendo eredi diretti, lasciò in eredità l'abitazione alle Suore di Sant'Anna, affinché si realizzasse un Orfanotrofio. Le suore hanno gestito l'Istituto fino al 1968, quando per mancanza di fondi cedettero il palazzo al Comune. Il Palazzo Cappabianca ha ospitato le attività religiose della comunità di Trocchia durante il restauro della chiesa. Oggi è sede di alcune organizzazioni no-profit.

### Altri monumenti
Il borgo antico di Trocchia (risalente, in alcuni punti, anche a quattro secoli fa) ha un notevole interesse storico ed urbanistico, ma il monumento fonte di maggiore attrattiva è la lapide dedicata a Gaetano Donizetti, il grande musicista bergamasco, che soleva soggiornare nelle contrade di Trocchia e che, all'ombra di un ulivo secolare (detto da allora Ulivo di Donizetti), compose le prime note della celebre opera Lucia di Lammermoor, nel 1835.
Nella parte periferica del comune di Pollena in una stretta stradina della zona extraurbana denominata Musci sorge la masseria detta "La Murata", dall'assetto territoriale selvaggiamente stravolto dai nuovi edifici. La masseria fu acquistata nel 1738 da Achille Bartolomeo Zamparelli, che grazie alla sua amicizia col re borbone Carlo III, riuscì ad acquistare dal Barone Jacuzio non solo l'edificio ma anche il titolo nobiliare di barone di Pollena e Trocchia. Durante i lavori di riassetto il Barone Zamparelli rinvenne sotto l'intonaco della masseria la data del 1475, rivendicando così per l'edificio l'origine di protezione del latifondo chiamato in epoca Campo d'Oppido. Accanto alla masseria si erge una cappella con sacrestia. La facciata della masseria presenta ancora modanature originali in stucco ed essendo l'edificio costruito su muratura portante in pietra lavica a ridosso di un'altura di Pollena, è ancora possibile godere dai due terrazzi la vista del mare. Notevole il fatto che i due terzi della masseria sono ancora in possesso di membri della famiglia Zamparelli.

### Aree archeologiche

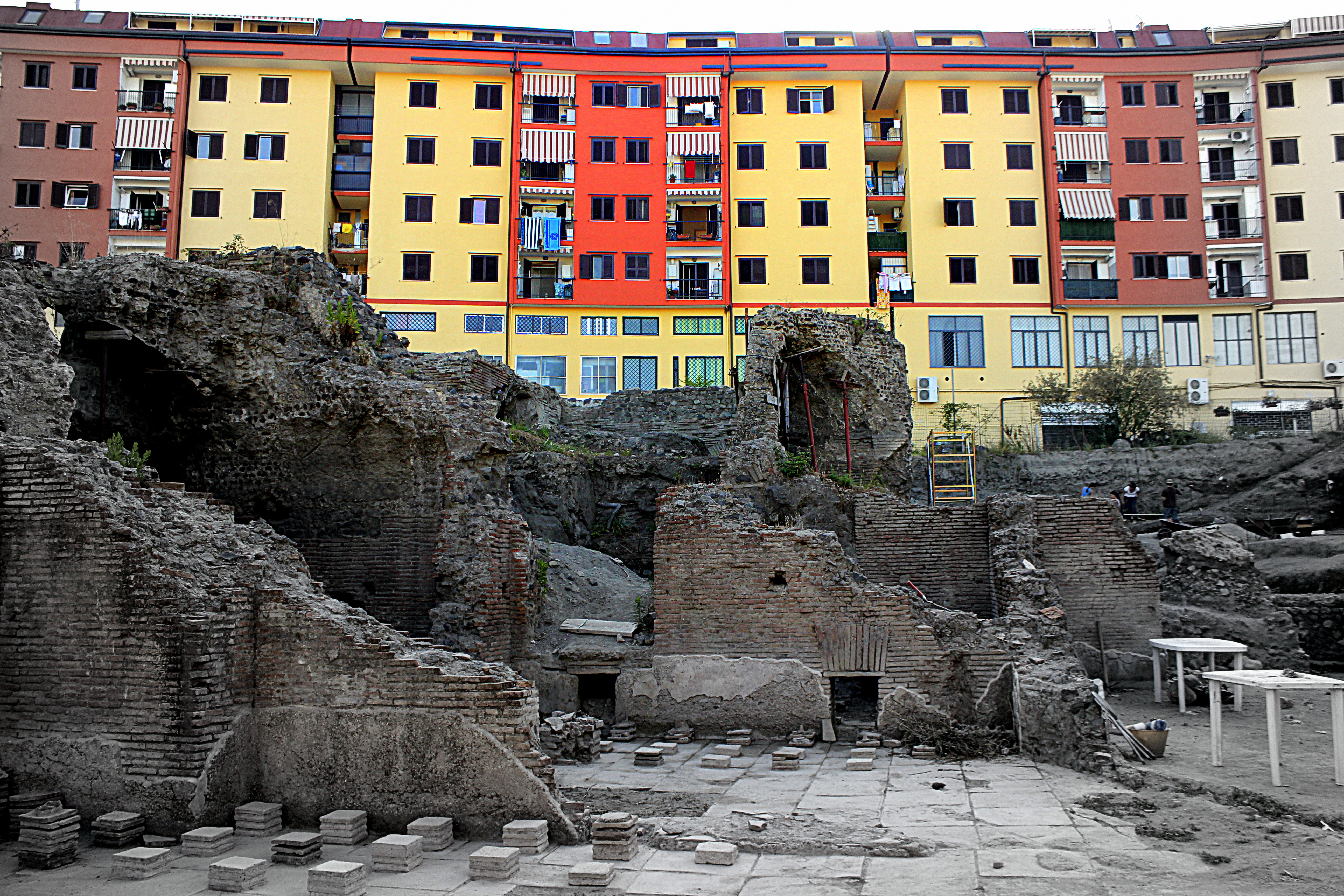
Scavi romani (2014)

- Villa romana con terme di Pollena Trocchia[5].

## Società

### Evoluzione demografica
Abitanti censiti

### Tradizioni e folclore
Poiché Pollena e Trocchia si sono sviluppate parallelamente, ognuna delle due comunità ha mantenuto i propri santi protettori.

Il santo patrono di ambedue le comunità è san Giacomo che, secondo i fedeli, con il suo bastone scaccia i mali da Pollena; la sua festa si tiene il 25 luglio e nei giorni immediatamente successivi e precedenti; solitamente alle celebrazioni liturgiche si accompagnano avvenimenti di interesse enogastronomico fino alla chiusura della festa, con una gara di fuochi artificiali.

Ai cittadini di Pollena è molto caro anche San Biagio, protettore dai mali della gola, che viene festeggiato il 3 febbraio.
In occasione di questa festività è di usanza quasi secolare da parte del comitato festeggiamenti della parrocchia di San Giacomo Apostolo la distribuzione dei tradizionali taralli di San Biagio durante la mattinata della prima domenica del mese prossima al 3 febbraio e a seguire, nel pomeriggio, la processione dei santi martiri Ciro e Biagio.

A Trocchia si venerano soprattutto San Giuseppe, santo della provvidenza e della buona morte, il 19 marzo, e San Mauro, protettore, con il suo olio santo, dai dolori fisici, festeggiato qui dal 15 gennaio fino alla domenica successiva.

In quella domenica, la statua di San Mauro viene portata in processione per Trocchia ogni anno, fin dal XVIII secolo, da una delle squadre di persone (solitamente famiglie importanti del paese, ma anche gruppi come Le donne, L'apostolato della preghiera, ecc.) che si contendono il diritto-onore di portare la pesante statua in spalla. Tale diritto viene concesso alla squadra che ha offerto la somma più alta, ma tutte le offerte vengono attaccate ai nastri della statua e a ogni squadra è concesso di portare il santo almeno per un tratto. In occasione poi della festa patronale, fin dagli anni settanta, a Pollena, in piazza Amodio si sono visti grandi concerti di artisti quali Umberto Tozzi (2008), Michele Zarrillo (2007) e Tullio De Piscopo (2004).

## Cultura

### Cinema

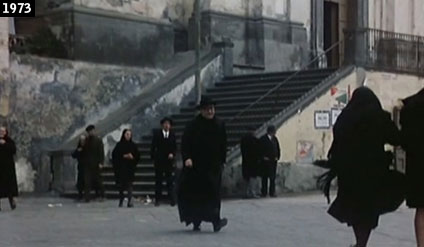
Lucky Luciano (film) 1973 - Chiesa di San Giacomo Apostolo

La cittadina di Pollena Trocchia è stata set cinematografico per ben tre volte: La nonna Sabella del 1957, La nipote Sabella del 1958 e Lucky Luciano del 1973.
Pollena Trocchia è stata citata in numerose gag del programma televisivo "Bar Stella" (Rai2) dall'avvocato D'Afflitto (Giovanni Esposito), improbabile candidato sindaco della cittadina.

## Infrastrutture e trasporti
Il comune ospita due scali della ferrovia Circumvesuviana posti sulla linea Napoli-Sarno a breve distanza l'una dall'altra: la stazione principale è Pollena; vi è poi la piccola fermata di Guindazzi. Entrambe le stazioni sono frequentate soprattutto da studenti e pendolari, per il collegamento con il capoluogo campano ed i comuni vesuviani.
Il comune è servito dalle linee autobus della AIR Campania.

## Amministrazione
| Periodo | Periodo   | Primo cittadino      | Partito                   | Carica  | Note |
| ------- | --------- | -------------------- | ------------------------- | ------- | ---- |
| 1989    | 1990      | Luigi Filosa         | Democrazia Cristiana      | Sindaco |      |
| 1990    | 1994      | Agostino Maione      | Democrazia Cristiana      | Sindaco |      |
| 1994    | 1998      | Andrea Ammendola     | Forza Italia              | Sindaco |      |
| 1998    | 2003      | Giacomo Scognamiglio | Partito Popolare Italiano | Sindaco |      |
| 2003    | 2008      | Agostino Maione      | Democratici di Sinistra   | Sindaco |      |
| 2008    | 2013      | Francesco Pinto      | Lista civica              | Sindaco |      |
| 2013    | 2018      | Francesco Pinto      | Lista civica              | Sindaco |      |
| 2018    | 2023      | Carlo Esposito       | Lista civica              | Sindaco |      |
| 2023    | in carica | Carlo Esposito       | Lista civica              | Sindaco |      |

### Gemellaggi
- Togoville[8]

## Sport
L'Asd Pollena Calcio è un'associazione sportiva dilettantistica nata il 28 settembre 2011. Erano più di 22 anni che il paese non veniva rappresentato a livello calcistico.
Dopo 4 anni di militanza in Terza Categoria Campana, il 20/06/2015 sul campo L. Moccia di Afragola ha conseguito la storica promozione in seconda categoria campana aggiudicandosi la finale Play-off contro i padroni di casa della Virtus Afragola vincendo la partita per 0-2.
Per la stagione 2015/2016 i Grifoni rossi (soprannome dei calciatori) militeranno nel campionato di Seconda Categoria Campana.
Nel basket, la Sporting Pollena Trocchia è l'unica squadra nel comune vesuviano. Il campo di gioco è il Palazzetto dello Sport G. Piccolo di Caravita (Cercola), i colori sociali sono il verde ed il bianco.